# (34350) 2000 RW7
2000 RW7 (asteroide 34350) é um asteroide da cintura principal. Possui uma excentricidade de 0.02404350 e uma inclinação de 9.83679º.
Este asteroide foi descoberto no dia 1 de setembro de 2000 por LINEAR em Socorro.